# The Leopard Tamer
Pour plus de détails, voir Fiche technique et Distribution.
The Leopard Tamer est un film muet américain réalisé par Lem B. Parker et sorti en 1913.

## Fiche technique
- Titre : The Leopard Tamer
- Réalisation : Lem B. Parker
- Scénario :
- Producteur :  William Selig
- Société de production : Selig Polyscope Company
- Société de distribution : General Film Company
- Pays d'origine :  États-Unis
- Langue : Anglais
- Format : Noir et blanc — 35 mm — 1,33:1 — Muet
- Genre : Comédie
- Durée : 5 minutes
- Dates de sortie : 
  -  États-Unis : 20 mai 1913